# 重機人間ユンボル
『重機人間ユンボル』（じゅうきにんげんユンボル）は、武井宏之による日本の漫画。サブタイトルに「JUMBOR BARUTRONICA」が付与されている。『週刊少年ジャンプ』（集英社）において2007年3号から14号まで連載され、その後『ウルトラジャンプ』（集英社）の2009年11月号・2010年3月号に『ユンボル -JUMBOR-』とタイトルを改めて本編の約300年後を描いた読み切りを掲載したのち、2010年8月号から正式に連載が再スタート。こちらでは、16話まで脚本を御上裕真が担当している（17話以降は設定協力）。話数の単位は「第○工程」（○に数字が入る）。

## あらすじ
WJ版
大災害によって壊滅的な被害を受けた世界・ワールドザンド。世界は新たなる復興へ向け大工事時代を迎えていた。WORLD XAND 3002年、ドヴォーク重機士団隊長のバル・クロウは、辺境の町バーラックで隊員と共にトンネル工事を着工しようとするも、突如ゲンバー帝国のゲンバー大王の襲撃を受け、隊は壊滅し自らも命を落とした。しかし5年後、目覚めた彼が目にしたのは、鏡に映る重機人間ユンボル・バルとして復活した自身の体だった。
UJ版
ワシントンに現れた謎の男・ゲンバーの世界工事着工宣言により、世界中が瞬く間に「工事」されてしまった「大解体」。それに巻き込まれ瀕死の重傷を負った工事戦士・バルは、10年の時を経て重機人間「ユンボル」として蘇り、ゲンバー率いる帝国に立ち向かうことになる。

## 登場人物
特に注釈が無い場合は、UJ版の設定を記述する。

### レジスタンス
バル・クロウ
本作品の主人公。
WJ版：ドヴォーク重機士団バル・クロウ組の隊長だったが、ゲンバーの手にかかり隊もろとも全滅し死亡。生前の能力が評価されたことからユンボルの素体に選ばれ、死後5年の時を経て復活した。クローンとして造られたので5歳の子供の姿をしており、オーバーオールを着用している。製造番号は11D。
両手はショベル型のテツグンテとなっており、凄まじい破壊力と怪力を備えている。形状気力合金で出来ているため、気力により形状を変えることが可能である。身体も頑丈で、頭にはネジ状のユンボルホーンが刺さっている。「ビッグバケットサンダーヘッド」や「アースクエイクハンマー」などの技を繰り出す。
UJ版：工事会社｢バル･クロウ組｣の親方(ニッパのみ｢タイチョー｣と呼ぶ)でアメリカ･ワシントン郊外に家を持つ2児の父であったが、大解体に付随する爆発により瀕死の重傷を負った。ゲンバー=ダイオードに発見され、10年後、ユンボルとして製造されたクローンにオリジナルの記憶を移植することで復活した。外見や服装、ユンボルとしての特徴はWJ版と同じ。またユンボル工法等は全く知らないため、技と呼べるものは現在｢オレのショベル｣のみ。
中学生の頃東日本大震災らしき災害に遭い、とある工事の組が瓦礫の山だった場所にあっという間に一軒家を建てるさまを目撃し、自らも工事の道に進むことを決意、中学卒業とともに渡米したという。
ニッパー・トーラス
UJ版：「バル・クロウ組」で一番の新入り。28歳。組一番の重機操縦士であり、「重機を操縦したい」というだけの理由でバル・クロウ組に入った筋金入りの重機オタクでもある。
10歳の頃に自宅の隣の工事現場でショベルカーを勝手に動かして暴走させてしまったが、責任者だったバルに叱られるどころか「大きくなったら雇ってやる」と言われ、16歳で組に入ったと言う経緯を持つ。
大解体で生き残り、ボリングの下に配属されたが脱走し、ブラインの店に匿われ、以来店のトイレにずっと引きこもっていた。
当初はバルを「ユンボルのコスプレをしているクソガキ」と思い本人とは認めなかったが、ゲンバー達ユンボルと戦っている様子を見て、ユンボルとなったバル本人と認めた。
WJ版：元・ドヴォーク重機士団バル・クロウ組隊員の生き残り。少年の頃はいわゆるいじめられっ子だったが、幼い頃に出会ったバルと巨大重機に憧れるようになり、彼を目標とし努力を続け、バル・クロウ組に入隊するに至った。しかし、バルの死とドヴォーク滅亡により生きる気力を失い、ブラインのバーに匿われつつニート生活を送っていた。ユンボルとなったバルとの再会を機に、ゲンバーへの反逆に加わる。
幼い頃からの重機への強い憧れから勉強と訓練を重ねた結果、EMについての高い知識と操縦技術を持つ。何かあると漏らす癖がある。
リベッタ・グンテ・ヘルメート・ドヴォーク
ドヴォーク王国の姫。18歳。
WJ版：ゲンバー帝国の侵略で王国が滅んだ後は行方不明とされていたが、実際はドカルトの研究施設でユンボルの開発に従事していた。ドカルトに唆されてバルの細胞を胎内の胎児に移殖し、ユンボル・バルを産み出した。ハチショベル紋章の乗馬鞭を持ち、愛車に乗る。バルは、幼少の彼女に仕え、様々な無理難題を聞いてきた。ユンボルとなった現在もバル・クロウは彼女に従順である。
UJ版：元世界を工事する会ドヴォーク支部ユンボル開発室長を務めていたが、バルと共にゲンバーを脱出し、レジスタンスとなった。
チュー・ブライン
元ドヴォーク王国EM研究開発局整備部門長（WJ版では元重騎士団総隊長）で「重機マスター」の異名を持つ、重機の解体・整備・点検のプロフェッショナル。現在はバーラックでバーのマスターをやっている。タビル会の一員でもある。
ノギウス・デプスバー
元ドヴォーク医療部所属。細見の青年。
ハカリナ・ブンド
元ドヴォーク総務部所属。眼鏡をかけた女性。ニッパーの同行に反対していた。
チョ・ジョンギ
元ドヴォーク諜報部所属。がっしりした体格で眼鏡をかけた男性。
バーン・ハッパー
WJ版:ドヴォーク重機士団バルクロウ組隊員で発破を担当していた。ゲンバー大王の攻撃により死亡した。
UJ版:バルクロウ組で発破を担当していた。今は右目を失い、オーガハンターとして生活している。小型オーガ:デストリッチを｢シャリバー｣と名付け飼っている。
ピッケル・クロウ
バルの娘。14歳。大解体の後にDr.ジョイスの下に引き取られ、わずか10歳でマテリアルアーツをマスターする。その後レジスタンスに入り、バル5とともに行動していた。メイン武器は二本のユードーブレード。
JUMBOR 11YD バル･クロウ(通称：バル５〈サンク〉)
製造開始後5年でロールアウトした11D試作1号機。上記の11D:バルと比べてホーン周辺の皮膚の突っ張りが目立つ。帝国の面々からは廃棄されたと思われていた。ピッケルの命令に従うように再プログラムされている。
ピッケルと共にDr.ユカが操るダイクーガと交戦するが大きく損傷し、自爆しようとしたが寸前でダイクーガのドリルに粉砕された。

### ゲンバー帝国
ゲンバー・ダイオード
ゲンバー帝国の支配者であり、「ゲンバー大王」と呼ばれている。主君自らがつるはしを振るい、常に一番HOT（ホット）な現場へ急行する事をモットーとする、現場第一主義の支配者である。42歳厄年。
元は無名の工事戦士だったがDr.ドカルトにより改造され誕生した最初のユンボル「JUMBOR0D（ユンボルナンバーゼロドカルト）」であり、頭部全体が仮面のような形状をしたユンボルホーンに覆われ、体格は筋骨隆々で人間離れしている。バケットホイールエクスカベーターのテツグンテ「D0DO100（ディーゼロディーオーハンドレッド）:バケットフィンガー」を持ち、「ヴォルテクスエクスカベーション」を必殺技とする。
チェルノブイリ原発事故の終息にあたったらしき描写がある。
WJ版では、製造番号１Dであり、5年前にドヴォーク王国に侵攻し、ドヴォーク重機士団を壊滅させた。飢えに苦しむ子供たちを救うためドカルトの筋書きと知りつつユデンの園を目指していたが、機能停止直前にバル達にユデンの園の鍵を託しその生涯を終えた。
ロッド・ボリング
WJ版：かつてはドヴォーク重機士団バル・クロウ組隊員としてバルのもとで働いていたが、バル達を裏切りゲンバー帝国に寝返った。その後はゲンバー帝国・バーラック地区監督官として圧政を敷いていたが、ユンボルとして目覚めたバルによって倒された後にユンボル・ドリルの粛清を受け、抹殺された。後にユンボル(製造番号13D)として復活していたが、ユンボル・ドリルに利用されているに過ぎなかった。テツグンテはオーソドックスなボーリング機のようなものであった。
UJ版：ドヴォーク領領主。元バル・クロウ組の一員で、基礎と構造に長けた設計担当。大解体の際に研究施設で保存されているバルの肉体を見て以来出世に目がくらみ、ドヴォーク領の領主にのし上がった。バル曰く「缶ジュースの一本も絶対他人に奢らねえドがつく程のケチ」。理論と計算で考えた設計をいとも簡単に超えてしまうバルに嫉妬しつつも、いつか超えると意気込んでいたが、子供の姿になったバルを見てやるせない思いを持っていた。バルを疲労させて捕獲しようと考えていたが、人望の無さから部下に逃げ出さる。そこで専用EMのアフロディーテでダムを破壊して脱出しようとしたが、突如現れたショベルに粛清され、EMごとダムに沈んだ。
ドリル
「アースオーガのドリル」と呼ばれ、ドリル状のテツグンテを持つ。製造番号は12D。正体はDr.ドカルトその人。
WJ版では、ゲンバーの死後はファクトリア側についてユンボル達のリーダーとなっている。
バイス・バーベンダー
｢グラップルのバイス」と言われている。製造番号は4D。グラップル状のテツグンテ「D2GR5:デスクロー」を持つ。ドリルを「アニキ」と呼ぶ。
WJ版：製造番号５D。孤児院より拾われクレンと共にドカルトの元で働いていたが、精製の過程で不具合を起こしたため、思考能力に問題があるものツメシオでのバルとの戦闘の場面でもあるように自分の工法に対しても自信をもっていたらしい。だがそのプライドはショベリウスIII世を駆るニッパに潰されそのニッパを返り討ちするものの今度は工法をマスターしたバルに倒され、リベッタに頭のユンボルホーンを外されて機能停止した。後にリベッタらの手によって復活したらしくWJ版最終回の最後のコマでリベッタを守る重機士となっている姿が描かれている。
クレン・ドカルト
製造番号は1D。Dr.ドカルトの実娘。クレーンのテツブーツ「D1CR290:クレインボトム」を持つ。頭からクレーンの先端のフックを後ろにぶら下げている。ショベルの育ての親でもある。
WJ版：製造番号は２D。かつてはバイスと共にドカルトの元で働いていた。
ハブサス・ジャリ
製造番号は2D。ゲンバーにも負けず劣らずの大柄な体格でスキンヘッド。重ダンプトラックのタイヤ状のテツグンテ「D2TR50:ウィールズ」を持つ。眼のあたりが光っているように見えるのは、眼周りのくぼみにカバーをはめているため。
キリ・ササラ・ギムネキュレット
製造番号は3D。前面に「さわるなキケン」、背部に「火気厳禁」、左肩に「発破上等」と刺繍された水色の長ランを羽織りリボン（刻まれている番号と質感からユンボルホーンと思われる）をつけた女番長の姿をしている。ダイナマイトや穿孔機に変形するテツグンテ「D3DDD33:トリプルD」を持つ。なお、彼女が携帯している木刀もテツグンテの一部である。
ペチカ・チップ
製造番号は10D。ピンクのフード付きコートを羽織りマフラー型のマフラーを巻いた少女の姿をなす。クレン曰く｢元の姿が60過ぎのバァさん｣。ジェットヒーターなどに変形するテツグンテ「D10JB2:ヒートヘイズ」を持つ。ホーンの形状はツマミ型。
レンチ・モンケン
製造番号は9D。しのび装束の小柄な男性。鉄球に変形するテツグンテ「D9MK24:重鎮」を持つ。
チェン・ドグレグ
製造番号は8D。カンフースーツ姿で、頭から辮髪のようにチェーンが生えている。チェーンに変形するテツグンテ「D8BC88:鎖拳（リェンチュアン）」を持つ。
ブロワ・ホッパー
製造番号は6D。防護服を着て金属製のマスクをつけた小柄な男。テツグンテ「D6PH12:ハンドガッシャー」を持つ。
ミキシア
製造番号は5D。チアガール服の少女。ミキサー車のドラムの形のテツパレッタ「D5MX48:ドラムンテール」を後ろ頭につけている。
WJ版の設定資料には、ナンバリングされていない謎のユンボルと記載されている。
ドーザ・リッパー
製造番号は7D。オーバーオール姿で、ゲンバーやハブサスを遥かにしのぐ巨体の持ち主。のんびりした性格らしく、バル捕獲の際には、失敗に終わったあとで何もしていないことに気がついた。
ショベル・クロウ
バルの息子。工紀粛正部隊「骸骨の鶴嘴（シェデルクロイツ）」分隊長。18歳。
優秀な戦士へと成長しているが、TRONシステムの副作用により、その精神は病んでいる。ゲンバー大王に忠誠を誓っており、リベッタやニッパーを邪魔者扱いしている。
単独行動していたニッパーを襲撃するが、キャビンに刺さっていたワイヤの鉄パイプ（形状気力合金製）がニッパーの気力に反応して膨張し、それに左肩を貫かれて負傷した。
レキガン=ディッチ
ドヴォーク領道路工事第一大隊長。通称渓谷のレキガン。ガタイが良く、顔を縦に走る傷で右目が潰れた白髪の男。
サイシャ=アスカーブ
ドヴォーク領道路工事第二大隊長。通称拘束のサイシャ。長い髪を後ろで縛っている。
シルト
ドヴォーク領道路工事第三舗装部隊長。いかつい外見だが16歳。｢大解体｣が起きる前はクレイ･グラベルと共にバーラックのストリートチルドレンだった。建設不可能と言われたブルーブリッジを建てたバル・クロウ組を尊敬し、「大解体」の後に自分達を拾ったボリングに恩義を感じている。
グラベル
シルトの子分の一人の、眼鏡の青年。
クレイ
シルトの子分の一人。女だが一人称は「オレ」。
トビー・マクワイア / ワイア
UJ版より登場（ただしWJ版第1工程の表紙に似たような姿の人物が写っている）。アメリカ先住民族の出身で、身長2メートルを超す大柄な男。切り立つ崖の上に住む部族の生まれであり、それゆえバル・クロウ組で足場・高所作業担当の鳶職を務めていた。心優しく寡黙な性格。｢大解体」の際に行方不明になる。
ガリレルの手により製造番号3G「クランプのワイア」へと生まれ変わり、トタンにある工事戦士養成所「アシバ砦」の番人として働いていた。再会したバルとの戦闘の末に敗北し、最後に人格が蘇ったもののユンボルホーンを抜かれ機能停止する。
立吊クランプやパイプに変形するテツグンテ「G3CL01：ハードクランプ」を持つ。
ビートン
アシバ砦の訓練生。ワイアを尊敬している。
ハリー・キャハン
アシバ砦の高所作業教官。「大解体」以前にトビー・マクワイアと組んだことがある。
ロード・ドカルト
五大博士の一人。手術によって発達したリーゼント状の頭部と長い顎髭が特徴の天才科学者で「博士番長」と呼ばれている。通称はDr.（ドクター）ドカルトで、「長い頭の人」と呼称されることもある。108歳。バル・クロウを重機人間ユンボルとして復活させた。
ユデンの園の無限エネルギーを一人の科学者として求めており、ユデンの園の無限エネルギーを掘削するために、一人の無名工事戦士だったゲンバー・ダイオードにユデンの園の存在を教え、彼をユンボルにした。死亡したと思われていたが、実際は自身をユンボル・ドリルに改造して復活していた。
Dr.ガリレル
五大博士の一人。もう一人のユンボル製造ライン責任者。左腕が義手になっており、銃を仕込んだ杖をついている。顎をユンボルに砕かれたために、金属製のマスクで顎の周りを覆っている。ユンボルに感情は不要という考えの持ち主で、元になった人間の技術と経験を残し、記憶と人格を削除している。
Dr.マイン
五大博士の紅一点。右目を眼帯で覆っている。本名：マイン・ランドーサ・リザワー。自立稼働重機生命体｢オーガ｣の発明者。新型オーガ「スコッピオン」の試運転を兼ねてリベッタ達を強襲したが、合流したバル5に倒され、捕まった。バーンとなんらかの関係があるらしい。
Dr.ユカ
五大博士の一人。本名：フーター・ユーカー。EMの発明者で、常に笑みを浮かべた優男。「軌道建設ダイクーガ」というアニメがきっかけでロボット製造に興味を持った。
Dr.ジョイス
五大博士の一人。あらゆる工具や装備を使いこなす工術：マテリアルアーツの指導者。

### その他
バケッタ・クロウ
バルの妻であり、ショベルとピッケルの母親。大解体以来消息不明。
タビル・グンテ・ヘルメート・ドヴォーク
ドヴォーク国王であり、リベッタの父親。
WJ版:ゲンバーの手により王国とともに滅ぼされ、死亡したと思われていたが、牢獄に監禁され、生存していた。
UJ版:ゲンバーの思想に賛同し、援助していたが、大解体以来消息不明。
ナトム・ロックボル
WJ版:ドヴォーク重機士団バルクロウ組隊員。ボリングの攻撃により死亡した。
UJ版:大解体以来消息不明。バル曰く「クールでニヒルな鋼材と土材コンクリートのアーティスト」。目測が得意であるような記述がある。

## 世界観・用語
土木・建設工事に関する要素を取り入れており、登場人物の名前、地名、技などは工事に関する用語がモチーフになっている。

### ワールドザンド
作品の舞台となる世界。
WJ版
旧ドヴォーク王国やゲンバー帝国を包する地域は、現代世界に似た地形をしている。大搾取時代と呼ばれた時代にほとんどの資源は掘り尽くされ、最後は地殻変動を引き起こし、わずかな人を残して滅んだ。現在は大工事時代が始まり、ゲンバー大王はユデンの園の無限エネルギーを掘り起こそうとしている。ワールドザンドには以下の国や地域・組織が存在する。
ドヴォーク王国
バル・クロウの故郷で、王族に国王のタビルとリベッタ姫がいた。バル・クロウはこの国の重機士団に所属していた。旧首都はツメシオ (Twomessio)。ゲンバー帝国により滅ぼされた。
ゲンバー帝国
ゲンバー大王が統治する帝国で、ユデンの園を求めて各国を侵攻している。
タビル会
旧ドヴォーク王国の工事戦士たちで構成されたレジスタンス組織。
ファクトリア
海の向こうにあり、ゲンバー大王が侵攻のためにファクトリアへ向けてトンネルを掘削していた。ゲンバー大王死後は、多数のユンボルがファクトリアにつく。
ユデンの園
世界の命運を左右するという未知なる無限エネルギーが眠っていると言われている。かつて、ユデンの園にあった無限エネルギーを掘削したことが原因で大きな災禍が起こり、大搾取時代は終焉を告げた。現在は汚染されているため、重機人間（ユンボル）しか活動出来ない。
UJ版
ゲンバー･ダイオードの思想から実行された世界同時多発工事｢大解体｣とそれを起因とする核使用により、地球人口が1/10となり更地となった世界。ユンボル11D：｢ショベルのバル｣が起動したのはワールドザンド歴0010年(作中のバル･クロウ組の会話などより西暦2044年と思われる)。
ユデンの園
ユンボライトが採掘される場所。南極大陸深度660㎞の地点にあり、極地の摂氏マイナス50度という低温からマグマによる2000度以上と言う高温の温度差、さらには複雑な地形によって、ユンボル以外での採掘作業は不可能となっている。

### 重機人間（ユンボル）
Dr.ドカルトの手によって作られた働く改造人間を「ユンボル」と呼ぶ。頭部にユンボルホーンというボルトのような部品が装着されており、「JUNBOR XX Y」というシリアルナンバーが刻印されている。XXには製造された順の番号、Yには製造者の頭文字ドカルトの｢D｣またはガリレルの｢G｣が当てられる。ユンボルホーンを外されるとユンボルは脳を外的･内的に破壊され機能停止する。
ただしWJ版での設定ではユンボルホーンを外されても即死ではない為、状況と場合によっては外科手術で復活させることができる。
製造方法は、細胞組織を人工培養したクローン型と、妊娠した人間の女性に細胞を移植し、母体内で赤ん坊をユンボルへと変え出産させる自然型、そして生きた人間の肉体そのものをユンボル化させる方法の3種類が確認されている。
形状気力合金｢ユンボリウム｣
操る者の精神力と意思によってその形状・大きさ・硬度が変化する金属で、Dr.ドカルトによって発明された。ユンボルの両手「テツグンテ」を形成する。破壊されても食事と気合で回復可能である。
テツグンテ
英字｢TEZ GUNTE｣、ユンボルの両手に装着されている形状気力合金製軍手型マニピュレーター。ユンボルのシンボルの一つ。テツグンテにはそれぞれ記号番号(製造者名の頭文字、ユンボル本体の製造番号、英字2文字、数字3桁までの番号)が存在する。ユンボル自身の気力の持ち様により重機のような形状になったり、逆に人の手そっくりの形状にすることができる。現在同様の能力を有するものとしてクレンの｢テツブーツ｣、ミキシアの｢テツバレッタ｣が存在する。
ジバタビ（WJ版ではカウンタビ）
ユンボルの足に靴のように取り付けられているユニット。ユンボルのシンボルの一つ。周囲の重力を操作し、変形したテツグンテの大質量をユンボルの体を介して地面に固定する。といっても、支えられる重量には限りがあるようである。重力をうまく操作すると、垂直の壁を走るといった芸当もできるという。
ユンボルホーン
ユンボルの頭部に取り付けられているボルト状の装置。ユンボルのシンボルの一つ。基本的には頭部前方に2本取り付けられている。形状は六角ボルト状のものが一般的である。ユンボルの脳に直結した内臓チップがテツグンテ・ジバタビその他生命維持に至るまでのあらゆるオペレーションを司る。テツグンテ・ジバタビの動力源となるのが、これに収められている無限エネルギー源｢ユンボライト｣のカケラである。なお、意外と外れやすく、ユンボル唯一の弱点ともいえるパーツである。一種の安全装置の役割を担っていると思われる。
工法（クンポー）
Dr.ドカルトにより考案された、ユンボルの力を引き出すための構え・格闘法である。WJ版では、「Dr.ドカルトのSUPER工法（ドカルト出版）」という全100巻のハウツー本が書店で絶賛発売中となっているらしく、基本の型を全部収録した第1巻「基礎工事編」は超レア本として扱われている。
CODE：ハイオーダー
詳細は不明。

### アースムーバー
この世界の巨大重機の総称。略称はEM。工事戦士たちが乗り込んで工事を行う。操縦するためには特殊な免許が必要である。WJ版では重機人間の開発以前から一般的な土建重機として存在していたもので、バルも元はドヴォーク製EMを使用していた。UJ版では過酷なユデンの園開発工事に不足する労働力を補うため、ユンボルテクノロジーを応用して開発された新世代の重機とされる。このためロードローラーのような従来型(旧世代)の重機も存在しており、またEMも旧世代の重機形態への変形機構を有する。
G-55 ショベリウスIII世
ゲンバー帝国の最新型EM。工事用としては過剰な性能を持つため、ニッパーは対ユンボル戦仕様ではないかと推測した。両肩が折りたたみ式のショベルになっており、脚部がキャタピラ状になっていないのが特徴である。
D－17　4CS ビッガム
WJ版最終回にて登場したドヴォーク最大級のEM。かつてはドヴォーク重機士団長チュー・ブラインの専用機だったもので、G48000（バルバスター系）二機を葬った記録を持つ機体だったが、ゲンバーの死後ニッパーに与えられ（とは言え時列的にゲンバーの死後地下行動を開始したため潜伏行動に徹するには過ぎた機体ではあるが）ユンボル化したボリングに対して攻撃に用いようとした。
G-63S　ショベリウス
UJ版におけるショベリウスIII世に相当する機体。全高11m、重量11ｔ、自走速度340km/h、出力は驚きの6300馬力を誇り、選ばれし重機士のみに与えられるといわれる幻の超高性能機。ゲンバー配下の粛正部隊に所属するバルの息子、ショベルが搭乗。装備面も明らかに戦闘型で、両肩から展開するショベルアームの他、両腕の肘にチェーンソーを装備。両脚のクローラーもノコギリ状の武器となっている。
G-350 ガラ
汎用型EM。最も普及しており、仕様変更によってどんな工事にも対応できる万能型。デフォルト装備は右肩にショベルアーム、左手はテツグンテに似た大型クローハンド。ショベルカーに変形する。以下バリエーション。
- シルトカスタム

道路工事特化型。両手用の長柄付き整地ローラー「ロッドローラー」を使用するため、左手もノーマルハンドに換装されている。ショベルアーム先端には斫り用オプションを装備。また搭乗者の体格ゆえ操縦席が狭いのか、コクピットはガラスがないオープンタイプ。必殺技はゴッド・プレス・ユー。レキガン･サイシャ戦前に大破させられたが、チュー・ブラインによって応急修理の上、ニッパーに託され後述するデビルペンチの素体となった。
- G-350GC　ガラガード

要人警護仕様。下半身を覆うコート状の追加装甲が特徴で、シールド、ロッドコーンバーを携行。ボリング配下の女警護官たちがバルの足止めのために搭乗したが、元よりボリングに対する忠誠は無く、戦うまでもなく即座に降参。ショベリウスにより粛正される。
- G-550AMC　アフロディーテ

ボリング専用機。採掘仕様で、右肩にスピンドルボーリングマシンを装備。頭部は搭乗者のアフロヘアーを髣髴とさせる(あるいは誇示するため？）大型バブルキャノピーを採用。他にも脚を覆う追加装甲など、相当なカスタマイズが加わっている。左肩の形状、機体に装着された備品類など、WJ版冒頭でボリングが搭乗していたEMに似ている。粛正に現れたショベリウスに一矢報いるも、圧倒的な性能差の前に破れる。
G-530DS ズリ
トラックに変形する。スピードに優れているが、サポート工事目的の仕様のため、パワーはさほどない。以下バリエーション。
- デストリ

サイシャ専用カスタム。カラーリングは青。舗装工事仕様で、背部には常温液化したアスファルトのタンクを装備し、右腕のノズルから噴射する「デストリビュータ」を装備。ユンボルの能力を十分使いこなせていないバルのショベルアームを「アスファルトスプラッシュ」で固めて動きを封じた。
G-460TS ボタ
ブルドーザーに変形する。パワーに特化している分スピードに欠けている。人型形態、ブルドーザー形態とも前面に大型のオプションを装着・運用する仕様となっている。以下バリエーション。
- トレンチャー

レキガン専用カスタム。カラーリングは赤。溝掘削工事仕様で、機体名と同じ、巨大なチェーンソーあるいは歯つきのキャタピラのような大型掘削工具「トレンチャー」を装備。掘削量毎分600トンに及ぶパワーからくり出す必殺技「霙酒」でバルのショベルアームを破壊した。
デビルペンチ
元々シルトに支給されていたガラと、本人いわく前々からこんなこともあろうかと作っておいたというカスタムパーツにより一日で組み上げられた、ニッパー･トーラス専用ガラ。軽量の割に高出力のエンジンを搭載し、本来の装甲は極力排除、防塵用にFRP製の装甲を最低限必要な部分に取り付けるなど、細部に至るまで軽量化が施されており、驚異的なスピードを誇る。ニッパーの持つゴーグルに取り付けられている送信機で、簡単な作業ならリモートで行える。
ワイアとバルの一戦の際にワイアが放ったパイプがキャビンに突き刺さり、壊れた部分を修理するために近くの町をうろついていたところをショベルの操るショベリウスに発見され破壊された。
- 主要工具｢バスターペンチ｣ 形状気力合金の精製過程で出る副産物｢超合金X｣より削り出された刃を持つ大型のラジオペンチ。形状気力合金よりもちょっとだけ固く、同合金を切断することも可能。デビルペンチ本体左腕の工具入れにニッパー状の替刃とペンチ状の替刃を備えている。

バルバスター（GEM G480004A4B　ヤマ）
ボリング専用機にして居城でもある超巨大重機。モデルはマイニングショベル（鉱山採掘用の超大型ケーブル式ローディングショベル）。WJ版ではドヴォーク王国を壊滅させバルの命を一度奪った因縁の敵。UJ版にも登場するが、若干デザインが異なり、ゲンバー配下で格別の働きをした者にのみ与えられる特別仕様機とされる。「バルバスター(バルを破るもの）」の命名はボリング自身によるもの。全高108ｍ、総重量2万ｔ。機体前部の一掘り4000tの巨大ジョーバケットの他、岩盤層も一撃で貫く四基の重力制御ビッグアームを装備。超ド級の巨体ながら重力制御によりすばやく動く。変形機構はない模様。
YS-72S ダイクーガ
Ｄｒ.ユカが好きだったアニメを元にデザインされたＥＭ最新機。人間の頭脳を移植した人型オーガをベースに改造された機体であり、元の人間の名を取ってバルクロウスペシャルと名付けられた。胸部装甲の内側には生物の顔がある。サビートルを用いた遠隔操作も可能。全高約10m、重量約25t。全長14mのバスタードリルを装備。

### オーガ
英表記｢ORGE｣。UJ版と読切に登場。
大解体の際に全世界に出現した生物重機。人間が破壊した自然を取り戻すための大工事｢テラリフォーミング｣のためにDr.ケイブルによって発明、その娘、Dr.マインによって完成された。金属で構成された巨躯と大工事力を持ち、ミサイルでも破壊できないほど頑丈。
全てのオーガは互いにコミュニケーションを取ることが分かっている。ワールドザンドの何処かにオーガのオペレーションセンターにして製造工場｢マザーオーガ｣が存在する。
以下、現在存在および名前が判明しているオーガ種。
マッドブル(MUDBULL)
読切版に登場。
グランブル
治水工事型オーガ。劇中には幼体のみ登場。特殊な器官で水脈を感知し、頭部のドリル状ホーン｢ダブルウィッシュホーン｣などを用いて治水工事を行う。
デストリッチ
開拓用オーガ。集団で行動し、小型ショベルカーほどの体躯で他のオーガに先駆け開拓工事を行う。小型であるためか警戒心が強く、ハッパーも手懐けるのに苦労したという。
サビートル
超小型のカブトムシ型オーガ。もともとは測量用だが、諜報・偵察にも使われる。増殖を抑えるため、錆を好んで食べるよう調整されている。
スコッピオン
解体作業用オーガ。サソリ型で、ハサミ部分は二本の油圧カッター、尾部はリッパーバケットになっている。内部に搭乗し、TORNシステムによって動作の一部を操作可能とするハーフコントロールシステムを搭載している。

## 書誌情報

### 週刊少年ジャンプ
- 武井宏之『重機人間ユンボル』 集英社〈ジャンプ・コミックス〉、2007年5月2日発売、ISBN 978-4-08-874377-6
判型はほかの連載作品と同じであるが、全10話に加え巻末の20ページ以上にも及ぶ世界設定、資料、作者のあとがきなどを収録している都合上、値段は490円とやや高額である。
- 武井宏之『ユンボル 安全版』集英社〈ジャンプ・コミックス〉
  - 上巻 ISBN 978-4-08-870081-6『ユンボル -JUNBOR-』（脚本：御上裕真）収録
  - 下巻 ISBN 978-4-08-870082-3『ユンボル -JUNBOR- 荒野の床暖房』（脚本：御上裕真）収録

2010年8月4日発売。『ウルトラジャンプ』2009年11月号に掲載された読み切り版『ユンボル -JUMBOR-』と、同誌2010年3月号に掲載された『ユンボル -JUNBOR- 荒野の床暖房』を追加収録し、『ユンボル 安全版』として分冊化した新装版。これに合わせ『ウルトラジャンプ』2010年8月号に天神英貴による別バージョンカバーが付録として付いた。

### ウルトラジャンプ
- 武井宏之・御上裕真（設定協力）『ユンボル -JUMBOR-』 集英社〈ジャンプ・コミックス〉、既刊8巻（2014年7月4日現在）
  1. 2010年12月8日第1刷発行（12月3日発売[集 1]）、ISBN 978-4-08-870162-2
  2. 2011年5月7日第1刷発行（5月2日発売[集 2]）、ISBN 978-4-08-870232-2
  3. 2011年11月9日第1刷発行（11月4日発売[集 3]）、ISBN 978-4-08-870310-7
  4. 2012年6月9日第1刷発行（6月4日発売[集 4]）、ISBN 978-4-08-870412-8
  5. 2012年12月15日第1刷発行（12月10日発売[集 5]）、ISBN 978-4-08-870597-2
  6. 2013年4月24日第1刷発行（4月19日発売[集 6]）、ISBN 978-4-08-870656-6
  7. 2013年12月9日第1刷発行（12月4日発売[集 7]）、ISBN 978-4-08-870829-4
  8. 2014年7月9日第1刷発行（7月4日発売[集 8]）、ISBN 978-4-08-880086-8